# Eleição municipal de Bragança (Pará) em 2016
A eleição municipal de Bragança em 2016 foi realizada em 2 de outubro de 2016, com segundo turno ocorrido em 30 de outubro, para eleger um prefeito, um vice-prefeito e 17 vereadores no município de Bragança, no estado brasileiro do Pará. Foi eleito para os cargos de prefeito foi Raimundão, do PSDB, com 43,10% dos votos válidos, sendo vitorioso em uma disputa com mais quatro adversários, Edson Oliveira (PMDB), Vanderlei Baltazar (PPL), Nelson Magalhães (PPS) e Gerson Peres Filho (PTC). O vice-prefeito eleito foi Doutor Mário Junior, do Democratas.
A disputa pelo cargo de vereador envolveu a participação de 223 candidatos. O candidato mais bem votado foi Renato Oliveira, do PSC, que obteve 2.353 votos (3,68% dos votos válidos), seguido de Luizinho Brito, do PSDB, com 3,18% dos votos válidos.
Seguindo a Constituição, os candidatos são eleitos para um mandato de quatro anos a se iniciar em 1º de janeiro de 2017. A decisão para os cargos da administração municipal, segundo o Tribunal Superior Eleitoral, contou com 75 467 eleitores aptos e 8 306 abstenções, de forma que 11.01% do eleitorado não compareceu às urnas naquele turno.

## Antecedentes
Na eleição municipal de 2012, Pe. Nelson Magalhães, do PT, derrotou o candidato Dr. Américo, do PMDB, no primeiro turno. O candidato do PT foi eleito com 60.91% dos votos válidos, enquanto Dr. Américo recebeu 39.09% dos votos. Magalhães, que foi eleito em 2012, concorreu à prefeitura novamente em 2016 com um novo partido (PPS), porém ficou em terceiro lugar, com apenas 7.62% dos votos.

## Campanha
As principais críticas que o ex-prefeito Nelson Magalhães, em busca da reeleição, enfrentou durante a campanha disseram respeito à administração de seu governo em 2012. Em sua carta anunciando a desfiliação do Partido dos Trabalhadores, alegou que os problemas administrativos que ocorreram durante sua gestão foram decorrentes do governo anterior. Além disso, a decisão de largar o partido que o elegeu anteriormente gerou muita polêmica na mídia. Mesmo dessa vez aliado ao PPS, Magalhães não venceu as eleições e recebeu apenas 7.62% dos votos.

## Resultados

### Eleição municipal de Bragança em 2016 para Prefeito
A eleição para prefeito contou com 5 candidatos em 2016: Gerson dos Santos Peres Filho do Partido Trabalhista Cristão, Raimundo Nonato de Oliveira do Partido da Social Democracia Brasileira, Edson Luiz de Oliveira do Movimento Democrático Brasileiro (1980), Joao Nelson Pereira Magalhães do Partido Popular Socialista, Vanderlei Ubirauna Baltazar do Partido Pátria Livre que obtiveram, respectivamente, 2 803, 27 437, 22 138, 4 848, 6 434 votos. O Tribunal Superior Eleitoral também contabilizou 11.01% de abstenções nesse turno. 
| Candidato(a)                        | Vice                                     | Coligação                                    | Votos recebidos | Percentual |
| ----------------------------------- | ---------------------------------------- | -------------------------------------------- | --------------- | ---------- |
| Raimundo Nonato de Oliveira (PSDB)  | Mario Ribeiro da Silva Junior            | Trabalho e Compromisso pelo Povo de Bragança | 27437           | 43.1%      |
| Edson Luiz de Oliveira (MDB)        | Nadson Francisco Guimarães Monteiro      | União e Trabalho                             | 22138           | 34.78%     |
| Vanderlei Ubirauna Baltazar (PPL)   | Sidney de Sousa Ferreira                 | Partido Pátria Livre (sem coligação)         | 6434            | 10.11%     |
| Joao Nelson Pereira Magalhaes (PPS) | Maria do Socorro Oliveira de Souza Lobão | Unidos Por Bragança                          | 4848            | 7.62%      |
| Gerson dos Santos Peres Filho (PTC) | Elisangela Silva Veras                   | Amor Por Bragança                            | 2803            | 4.4%       |

### Eleição municipal de Bragança em 2016 para Vereador
Na decisão para o cargo de vereador na eleição municipal de 2016, foram eleitos 17 vereadores com um total de 63 872 votos válidos. O Tribunal Superior Eleitoral contabilizou 868 votos em branco e 2 421 votos nulos. De um total de 75 467 eleitores aptos, 8 306 (11.01%) não compareceram às urnas .
| Nome                                  | Partido político                               | Coligação                                  | Votos recebidos | Percentual |
| ------------------------------------- | ---------------------------------------------- | ------------------------------------------ | --------------- | ---------- |
| Renato Paiva de Oliveira              | Partido Social Cristão (PSC)                   | União Força e Trabalho                     | 2353            | 3.68%      |
| Aluizio Brito Junior                  | Partido da Social Democracia Brasileira (PSDB) | Renasce a Esperança Para uma Nova Bragança | 2032            | 3.18%      |
| Irene dos Santos Farias               | Partido da República (PR)                      | Partido da República (sem coligação)       | 1796            | 2.81%      |
| Luiz Gonzaga Mescouto Miranda         | Democratas (DEM)                               | Avante Bragança                            | 1386            | 2.17%      |
| Tarcisio Bruno Garcia de Lima         | Movimento Democrático Brasileiro (MDB)         | União Força e Trabalho                     | 1327            | 2.08%      |
| Claudio Wagner Soares Cruz            | Movimento Democrático Brasileiro (MDB)         | União Força e Trabalho                     | 1315            | 2.06%      |
| Flavio Fernando de Sousa Queiroz      | Democratas (DEM)                               | Avante Bragança                            | 1305            | 2.04%      |
| Fernando Antonio Santana Reis         | Partido Socialista Brasileiro (PSB)            | Bragança Que Queremos                      | 1291            | 2.02%      |
| Rivaldo do Socorro Miranda do Rosario | Movimento Democrático Brasileiro (MDB)         | União Força e Trabalho                     | 1261            | 1.97%      |
| Marinaldo Ambrosio da Silva           | Partido Social Cristão (PSC)                   | União Força e Trabalho                     | 1241            | 1.94%      |
| Gleidson Cesar Miranda Silva          | Democratas (DEM)                               | Avante Bragança                            | 1154            | 1.81%      |
| Edivaldo da Costa Brito               | Partido Democrático Trabalhista (PDT)          | Força e Trabalho                           | 1110            | 1.74%      |
| César Augusto Monteiro Gonçalves      | Partido da República (PR)                      | Partido da República (sem coligação)       | 946             | 1.48%      |
| Elder Jose dos Santos Silva           | Partido Republicano da Ordem Social (PROS)     | Mobilizando Bragança                       | 938             | 1.47%      |
| Ademilson Alves Lima                  | Partido Social Democrático (PSD)               | Mobilizando Bragança                       | 915             | 1.43%      |
| Juares Freitas de Sousa Junior        | Partido Social Democrático (PSD)               | Mobilizando Bragança                       | 886             | 1.39%      |
| Charles Williams Lobato de Oliveira   | Partido da Social Democracia Brasileira (PSDB) | Renasce a Esperança Para uma Nova Bragança | 460             | 0.72%      |

## Análises
A vitória de Raimundo de Oliveira, o Raimundão, já era esperada. Pesquisas feitas apenas para consumo interno apontaram que o ex-prefeito Padre Nelson estava perdendo a popularidade, enquanto a de Raimundo subia cada vez mais. No dia 1º de janeiro de 2017, Raimundão tomou posse para o cargo de Prefeito Municipal de Bragança, juntamente com o Vice-Prefeito Mário Junior.Em seu pronunciamento, o prefeito agradeceu à Deus por mais uma conquista em sua vida e também gratificou o povo bragantino, por acreditar em suas propostas em prol de uma Bragança melhor. Além disso, acrescentou que os palanques políticos foram desarmados e que a união e a parceria serão fundamentais na conquista de nossos sonhos.